# Измена (телесериал, 2013)
«Измена» (англ. Betrayal, также известен как «Предательство») — американский телесериал, созданный Дэвидом Забелем, с Ханной Уэр в главной роли. В центре сюжета находится молодая и замужняя женщина-фотограф, которая крутит роман с женатым адвокатом из властной и богатой семьи Карстен. История начинается с того, что он защищает подозреваемого в убийстве в деле, над которым работает её муж, и эти события оборачиваются серией предательств и обмана для обеих сторон. Сериал вышел на ABC в сезоне 2013—2014 годов и начиная с осени транслировался после мыльной оперы «Месть» по воскресеньям в десять вечера, с 29 сентября. Также как и драма «Воскрешение», сериал «Измена» был показан в качестве сериала ограниченной перспективы трансляции из 13 эпизодов.

## Производство
В конце августа 2012 года ABC купил сценарий пилотного эпизода у Дэвида Забеля, который является адаптацией голландского сериала. 22 января 2013 года канал дал зелёный свет на съемки пилотного эпизода, а спустя неделю Пэтти Дженкинс была приглашена на место его режиссёра.
Кастинг на центральные роли начался в конце февраля 2013 года. Генри Томас стал первым актёром, получившем роль в пилоте 20 февраля. 1 марта было объявлено, что молодая актриса Ханна Уэр была утверждена на главную роль. Несколько дней спустя номинант на премию «Оскар» Джеймс Кромвелл присоединился к пилоту в роли главы могущественного семейства Карстен, а следом за ним Венди Мониз получила роль жены Джека, который изменяет ей с Сарой. 8 марта Стюарт Таунсенд присоединился к пилоту в роли Джека МакАлистера, центрального мужского персонажа.
На ранних этапах пилот проигрывал своему основному конкуренту, мыльной опере «Западная сторона», однако после показа фокус-группам занял лидерство среди пилотов канала. 10 мая 2013 года ABC дал пилоту зелёный свет и заказал съемки сериала для трансляции в сезоне 2013-14 годов.

## Актёры и персонажи

### Основной состав
- Ханна Уэр — Сара Хэнли
- Генри Томас — Ти Джей Карстен
- Венди Мониз — Элейн Макалистер
- Крис Джонсон — Дрю Стэфорд
- Браден Лемастерс — Виктор Макалистер
- Элизабет Маклафлин — Валери Макалистер
- Стюарт Таунсенд — Джек Макалистер
- Джеймс Кромвелл — Терренс Карстен

### Второстепенный состав
- Хелена Маттссон — Брэнди Корская
- Меррин Данги — Алиса Барнс
- Брендан Хайнс — Эйдан[19]
- Роксана Бруссо — Серена Сэнгуллен
- София Блэк-Д’Элиа — Джулс Уитман